# Classe d'Entrecasteaux
La classe d'Entrecasteaux  – Bâtiments de Soutien et d'Assistance Outre-Mer (BSAOM)  (dal francese: navi di sostegno e di assistenza oltremare), in precedenza Bâtiments multi-missions (B2M) (dal francese: navi multi-missione) fino al gennaio 2019 – è una classe di pattugliatori d'altura/navi di sostegno sviluppata e prodotta dalla Kership (una joint venture tra DCNS (45%) e Piriou (55%) creata nel 2013) per la Marine nationale.
La classe porta il nome del contrammiraglio, navigatore ed esploratore francese Antoine Bruni d'Entrecasteaux, le altre navi portano i nomi di altri ufficiali di marina, navigatori ed esploratori francesi, rispettivamente: Louis Antoine de Bougainville, Samuel de Champlain e Jules Dumont d'Urville.
Le navi sostituiscono tre unità della classe Champlain (basate a Fort-de-France, Nouméa e Port-des-Galets) e il rimorchiatore Revi tipo "RR 4000" (basato a Papeete).

## Unità
| N°   | Nome             | Impostazione   | Varo             | Accettazione      | Ingresso in servizio | Porto base                   |
| ---- | ---------------- | -------------- | ---------------- | ----------------- | -------------------- | ---------------------------- |
| A621 | D'Entrecasteaux  | 25 aprile 2014 | estate 2015      | 26 marzo 2016     | 31 agosto 2016       | Nouméa (Nuova Caledonia)     |
| A622 | Bougainville     | 2015           | 26 febbraio 2016 | 16 settembre 2016 | dicembre 2016        | Papeete (Polinesia francese) |
| A623 | Champlain        | 2016           | 22 agosto 2016   | 2 dicembre 2016   | 4 luglio 2017        | Port-des-Galets (La Réunion) |
| A624 | Dumont d'Urville | luglio 2017    | 2018             | 2018              | 2019                 | Fort-de-France (Martinica)   |